# Алекс Бауманн
Алекс Бауманн (англ. Alex Baumann, 21 квітня 1964) — канадський плавець.
Олімпійський чемпіон 1984 року.
Призер Чемпіонату світу з водних видів спорту 1986 року.
Призер Пантихоокеанського чемпіонату з плавання 1987 року.
Переможець Ігор Співдружності 1982, 1986 років.
Призер Панамериканських ігор 1979 року.
Переможець літньої Універсіади 1983 року.